# Le Val-Saint-Père

Le Val-Saint-Père este o comună în departamentul Manche, Franța. În 2009 avea o populație de 1858 de locuitori.